# Laga Baro
Laga Baro is een bestuurslaag in het regentschap Aceh Utara van de provincie Atjeh, Indonesië. Laga Baro telt 316 inwoners (volkstelling 2010).